# Zonantes fasciatus
Zonantes fasciatus är en skalbaggsart som först beskrevs av Melsheimer 1846.  Zonantes fasciatus ingår i släktet Zonantes och familjen ögonbaggar. Inga underarter finns listade i Catalogue of Life.